# Instituto Leonés de Cultura
El Instituto Leonés de Cultura (ILC) es una institución cultural española radicada en la provincia de León. Fue creada por la Diputación Provincial de León en 1994, aunque sus orígenes se remontan a los servicios culturales de la Diputación creados y dirigidos en la década de 1970 por Antonio Gamoneda.

## Fines y estructura
Los fines del Instituto Leonés de Cultura sonː

Fomentar el desarrollo científico, cultural y social de la provincia de León.

Asesorar y asistir técnicamente en materia cultural a los municipios de la provincia, a las asociaciones culturales y a cuantos colectivos sociales lo demanden.
Promover y apoyar exposiciones y trabajos de investigación, estudios y actividades de carácter artístico, gráfico, plástico, bibliográfico y etnológico en todas sus manifestaciones.
Producir y editar trabajos científicos de interés y de promoción de la cultura y difundirlos a través de canales de comercialización adecuados.
Recoger, restauración y posterior exposición de cuantos elementos constituyan el patrimonio histórico-artístico, arqueológico y etnológico leonés y especialmente el correspondiente a la Diputación de León.

Cuenta, por estatutos, con un presidente, un vicepresidente, un director, un consejo rector y un consejo asesor. El ILC está dividido en los siguientes departamentosː
- Departamento de Estudios, Documentación y Publicaciones.
- Departamento de Artes y Exposiciones.
- Departamento de Etnografía y Patrimonio.
- Biblioteca Leonesa (anteriormente denominada Biblioteca Regional Mariano Domínguez Berrueta).
- Museo de los Pueblos Leoneses.

Su presidente es Gerardo Álvarez Courel y el vicepresidente es el diputado de Cultura, Arte y Patrimonio, Emilio Manuel Martínez Morán, que está asistido por el Coordinador de Proyectos y Actividades Culturales Emilio Gancedo.

## Espacios arquitectónicos
Varios edificios singulares en León capital y provincia albergan las diferentes dependencias del ILCː
- El edificio Fierro contiene la sala de exposiciones Sala Provincia, el salón de actos Sala Región Leonesa, la biblioteca Leonesa y despachos y oficinas administrativas.[4]

- El complejo del palacete Torbado, obra del arquitecto Juan Crisóstomo Torbado, antiguo Instituto de Salud Pública, es sede del Centro Leonés de Arte y del Espacio Emergente, con talleres didácticos y almacenes. El parque del palacete y sus muros acogen piezas de artistas contemporáneos leoneses como Carlos Cuenllas o Amancio González.

- El Museo de los Pueblos Leoneses se alza sobre los restos del convento de San Agustín, en Mansilla de las Mulas.

- El Centro Provincial Coordinador de Bibliotecas de León se encuentra ubicado en el Pabellón San José del Complejo de San Cayetano, en la carretera de Carbajal.

- El Monasterio de Santa María de Carracedo, en Carracedo del Monasterio, acoge el Museo del Císter y del Monacato berciano.[5]

Otros espaciosː
- El Parque escultórico del Monte San Isidro está situado en el parque del mismo nombre y alberga piezas de escultores leoneses como Castorina o José Luis Casas.[6][7]

- El yacimiento astur-romano de Lancia, cuyas excavaciones dirige el ILC, es en parte propiedad del Instituto y tiene la calificación de Bien de Interés Cultural con categoría de zona arqueológica.[8]

- Arte sobre el territorio en Valporqueroː la Cueva de Valporquero, que gestiona la Diputación Provincial de León, acoge en su exterior una destacada muestra del arte sobre el territorio, concepto que incluye todo tipo de acción o intervención artística en un espacio natural, patrocinado por el ILC  con ocasión del cincuentenario de la cuevas en 2016. Su entorno ha sido intervenido por numerosos y señalados artistas, más de treinta, de entre los cuales se encuentran Cosme Paredes, Juan Manuel Villanueva, Guillermo Basagoiti, Diego Segura, Cristina Ibáñez.[9]

## Centro Provincial Coordinador de Bibliotecas de León

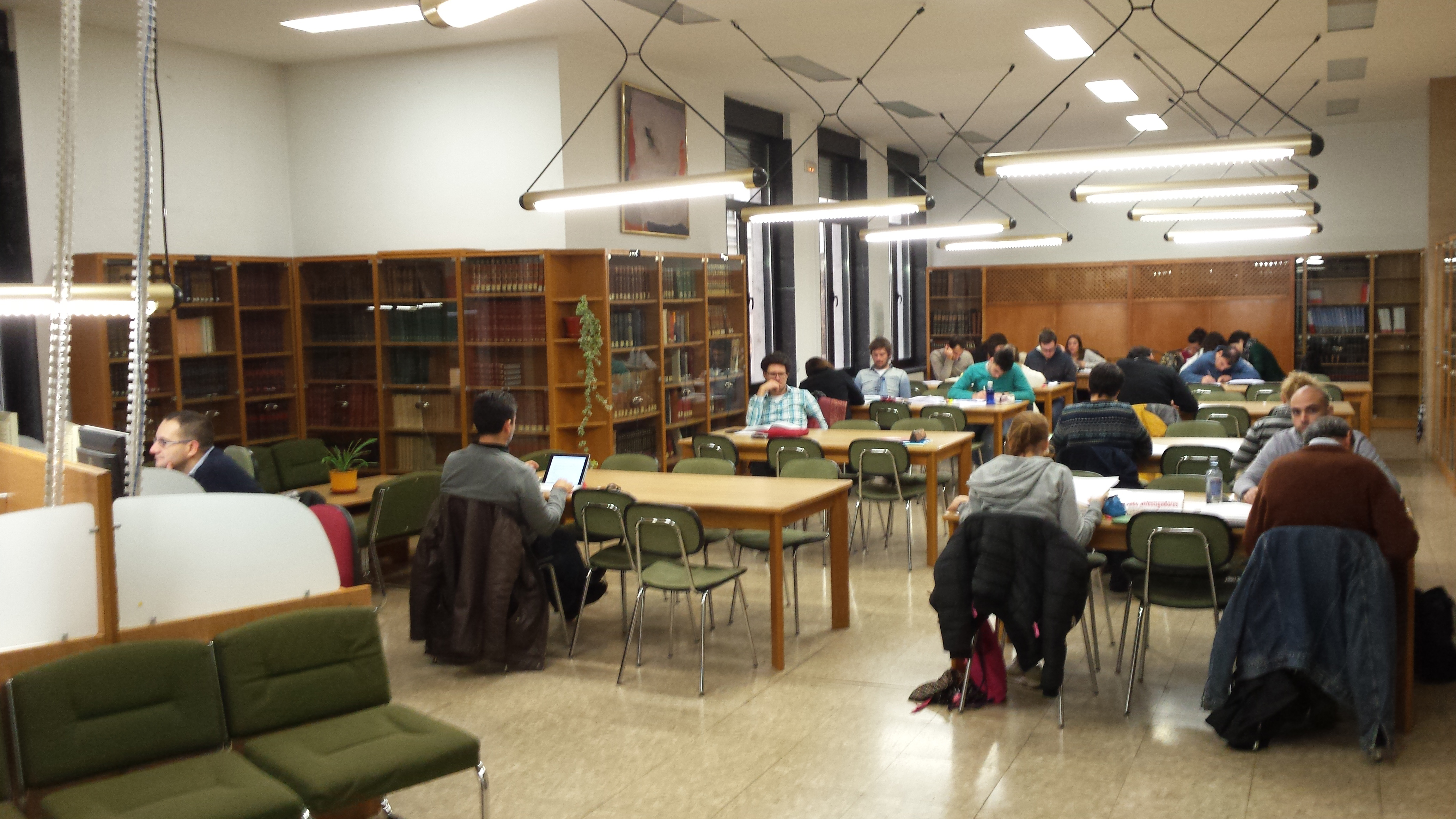
Sala de lectura de la Biblioteca Leonesa

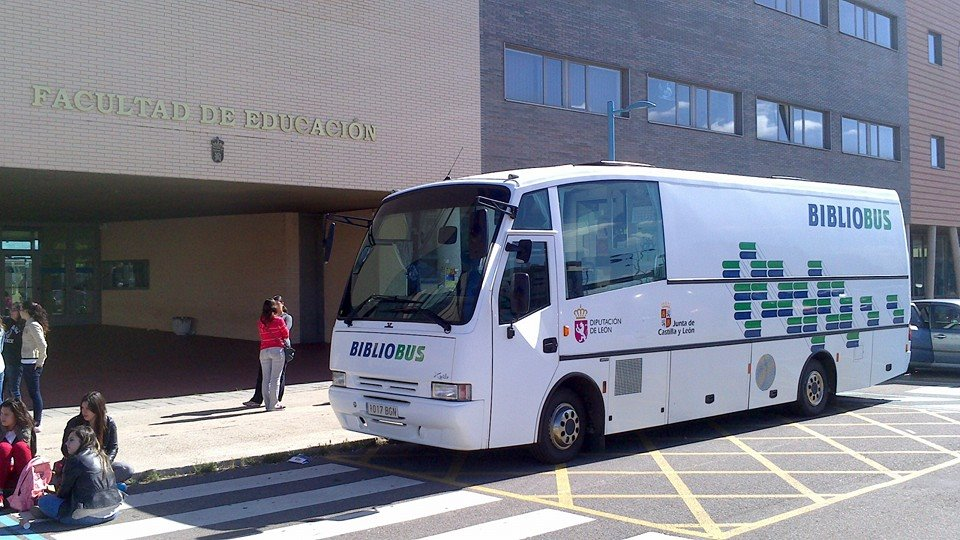
Bibliobús de León

Fue creado en 1984 para atender la gestión y las necesidades de todo tipo de las bibliotecas leonesas. Tiene a su cargo un total de cuarenta y dos bibliotecas municipales.
Biblioteca Leonesa
Creada en 1928 con el propósito de recoger, procesar, conservar y difundir todas las publicaciones de tema, edición o autor leonés. Se encuentra integrada con el resto de servicios bibliotecarios provinciales en la Sección de Coordinación de Bibliotecas del ILC. Por medio del programa informático de gestión hemorográfica Pandora se pueden consultar los diarios Proa, La Hora Leonesa y Diario de León. La biblioteca está incluida en la red de bibliotecas de Castilla y León. En sus salas se realizan también exposiciones sobre temas relacionados y numerosas presentaciones de publicaciones. El 25 de junio de 2020 el Consejo Rector del Instituto Leonés de Cultura adoptó el nombre de Biblioteca Leonesa en sustitución del anterior: Regional Mariano Domínguez Berrueta, en cumplimiento de la Ley para la Memoria Histórica.
Servicio de bibliobuses
León dispone de seis bibliobuses (cuatro León y dos Ponferrada) pertenecientes a la Diputación Provincial. Este servicio fue creado en 1974 y cuenta con la primera app desarrollada específicamente para este tipo de servicios en España. Aparte del préstamo bibliotecario son el foco de diferentes actividades culturales, formativas y divulgativas orientadas a familiarizar al usuario con el recurso, también en el ámbito universitario.

## Departamento de Artes y Exposiciones

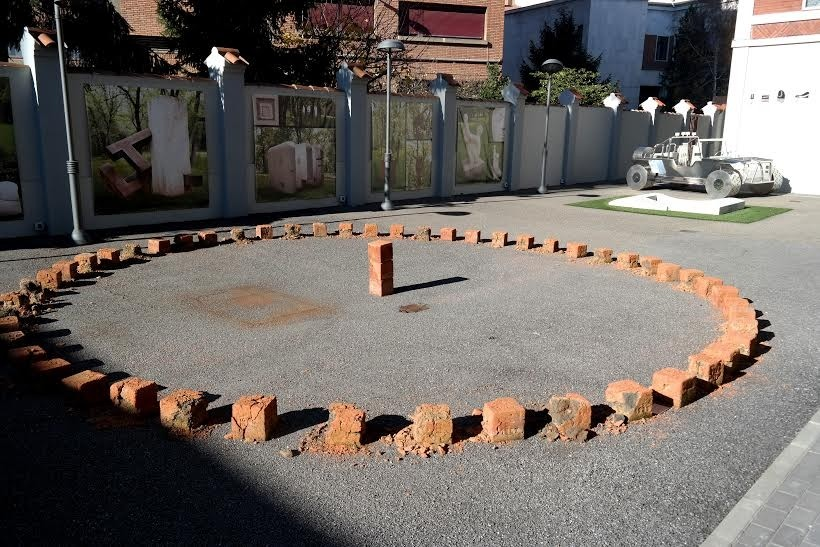
Parque del Centro Leonés de Arte

El ILC a través del Departamento de Artes y Exposiciones, dirigido por Luis García Martínez desde 1996, es un referente dinamizador de la vida cultural leonesa que ha dado un protagonismo esencial a las exposiciones temporales de todo tipo, individuales, colectivas o temáticas, antológicas y retrospectivas. Sus salas, Provincia, Centro Leonés de Arte CLA, Espacio emergente, así como el parque, muros y fachadas del complejo cultural y los espacios relacionados (monasterio de Carracedo, parque de San Isidro, etc.) han acogido la obra de numerosos artistas plásticos clásicos y contemporáneos, principalmente leoneses. En ocasiones se ha recuperado la obra de autores desconocidos u olvidados;  han albergado, también, muestras de todas las nuevas formas de expresión artísticaː instalaciones, videoarte e intervenciones o acciones y land art.
Al margen y en paralelo a las salas de la capital, numerosos espacios culturales de otras localidades de la provincia han acogido las mismas o diferentes muestras. Estas exposiciones han sido mayoritariamente de producción propia, aunque ha colaborado en proyectos comunes con otras instituciones como el Museo Evaristo Valle, Museo Juan Barjola, IVAM, Reina Sofía, Ministerio de Cultura, y alojado proyectos externos. Anualmente se realizan una media de diez exposiciones en la capital y de veinte en la provincia, siendo algunas de las más significativas:
- 1995: León punto y aparte. La nueva escena artística
- 1996: Robert Mapplethorpe/Retrospectiva 1980-1988
- 2002ː Alberto García Alix[16]
- 2003ː  Eduardo Arroyo/Suite Senefelder[17]
- 2007ː El paisaje en el coleccionismo leonés (colectiva)/El legado Caneja[18]
- 2007ː  Isidro Tascón/Aceleraciones[19]
- 2006ː  Castorina (Castora Fe Francisco de Diego)/Retrospectiva[20]
- 2010ː El arte en la palabra/colectiva[21]
- 2013ː  Modesto Llamas Gil Retrospectiva 1945-2013[22]
- 2014ː  La mirada leonesa (colectiva)

Una gran mayoría de las exposiciones realizadas al amparo del ILC llevan aparejada la edición un catálogo que recoge, gráficamente, el material expuesto acompañado de las pertinentes aportaciones críticas y contextuales.
Centro de documentación de artistas leoneses
Junto con la labor expositiva y editorial el Departamento de Artes y Cultura desarrolla una labor de catalogación y registro de los artistas leoneses o vinculados a León y de su producción, facilitando el acceso a estos datos mediante los servicios de hemeroteca, videoteca y biblioteca.
Legado Caneja
El ILC alberga de forma permanente, en las salas de la primera planta del Centro Leonés de Arte, una importante colección de obras del pintor palentino Juan Manuel Díaz Caneja, donadas por su viuda, Isabel Almansa.

El maestro Caneja fue poeta, es decir, profeta de sí mismo, de su definitiva y bella obra.
Antonio Gamoneda

## Convocatorias de premios  y becas
Bienal de poesía Provincia de León
Desde 2008 el ILC ha recuperado el premio Bienal de Poesía Provincia de León, interrumpido desde 2002. Se otorga siempre en años pares. Cuenta con una dotación económica de cuatro mil quinientos euros y lleva aparejada la publicación del poemario en la colección Provincia de poesía. El primer ganador fue Gaspar Moisés Gómez con el poemario Sinfonías concretas en 1970.

Entre los ganadores de las últimas ediciones del la Bienal de Poesía «Provincia de León» se encuentras autores como Reinaldo Jiménez con Habitarás la casa; Antonio Porpetta, que se hizo con el premio por su obra Los sigilos violados, e Ildefonso Rodríguez, que lo logró con La triste estación de las vendimias.
También lo ganó Luis Miguel Ranabal, con Cáncer de invierno; Jesús Losada, con La noche del funambulista; Silvia Zayas, con Somos estacionarios; Javier Pérez Walias, con «Largueza del instante, o Miguel Sánchez Robles, con Eternidad de los momentos.
Diario de León

Premio de novela corta Tierras de León
Dotado con seis mil euros se convoca los años impares. La obra ganadora es publicada en la colección «La Flor del Viento».
Libro leonés del año
Galardón otorgado a las ediciones independientes sobre temática leonesa. Dotado con mil euros para el autor y otros mil para el editor es de convocatoria anual y contempla las modalidades siguientesː Libro de creación, Libro de investigación, Obra divulgativa y Monografía local.
Premios Concejo de la Cultura Leonesa
Galardón anual, dotado de cinco mil euros, que distingue la labor de cinco personas o entidades leonesas.
Becas
En 2020 se recuperaron las Becas para la creación cultural, suspendidas en 1988; en número de cinco y con un importe de diez mil euros, beneficiarían a creadores de cualquier ámbito de la expresión artística, no solo el audiovisual.

## Labor editorial
Diferenciado en diferentes formatos, colecciones y temas, el ILC cuenta con un amplio curriculum editorialː
- Tierras de León, revista editada discontinuamente desde 1961, toca diferentes temas relacionados con la cultura, antropología, folclore e historia locales.[30]

- Colección Provincia de poesía. En ella se han editado los poemarios de numerosos autores locales además de las obras ganadoras del bienal Provincia de León así como obras ganadoras de la bienal Eugenio de Nora. Algunos autores con poemarios en esta colección son Antonio González-Guerrero, Carmen Busmayor,  Aquilino Duque, César Aller, Juan Carlos Mestre, Beatriz Villacañas, Antonio Porpetta, Elvira Daudet, Laureano Albán  y Victoriano Crémer.

- Memoria gráfica de León, colección en la que tienen cabida la producción fotográfica, pasada y presente, que haya reflejado el territorio y el paisanaje leonés como la obra del francés Justin Marie Charles Alberty, Loty.[31]
- Memoria gráfica de los pueblos de León, más centrada en el documentario gráfico de localidades concretas.

- La flor del viento.

- Breviarios de la calle del Pez, monografías multidisciplinares: poesía, narrativa y ensayos sobre los diversos aspectos de la cultura leonesa (historia, folclore, etnografía, literatura,  filología, etc.).

- Provincia de narrativa. Algunos autores que han publicado obras de narrativa en esta colección son Ana Isabel Conejo, Álvaro Valderas, Hernán Alonso Abella y Bruno Marcos Carcedo.

- Memoria de la palabra,  pequeña colección de narrativa que recupera obras de autores leoneses.

- Bellas artes y arquitectura.

- FEJE Revista cultural leonesa. Publicación heredera de Tierras de León.[32]